# کورینا هارنی
کورینا هارنی (انگلیسی: Corinna Harney؛ زادهٔ ۲۰ فوریهٔ ۱۹۷۲) یک هنرپیشه اهل ایالات متحده آمریکا است. 